# Asunción Sancho
Asunción Sancho López (Madrid, 1930 - Madrid, 10 de octubre de 2018) fue una actriz española.

## Biografía
Actriz de trayectoria fundamentalmente teatral, se forma en el Conservatorio de Madrid, con excelentes calificaciones. Sus inicios profesionales se remontan a 1944 cuando debuta en el Teatro Español con El sueño de una noche de verano, dirigida por Cayetano Luca de Tena. Seguirían, entre otras, El monje blanco (1946), de Eduardo Marquina La conjuración de Fiesco (1946), de Schiller, Marea baja (1949), de Peter Blakmore, con Conchita Montes, Hamlet (1949), de Shakespeare, Historia de una escalera (1949), de Antonio Buero Vallejo.
En la década de 1950 llega su consagración y protagoniza obras de teatro clásico y contemporáneo: El zoo de cristal (1951), de Tennessee Williams, Brigada 21 (1952), de Sidney Kingsley, La cena del rey Baltasar (1953), de Calderón de la Barca,Crimen perfecto (obra de teatro) (1954) de Frederick Knott,  El deseo bajo los olmos (1954) de Eugene O'Neill, Seis personajes en busca de autor (1955), de Pirandello, Diálogos de Carmelitas (1955) de Georges Bernanos,  La venganza (1955) de Lucien Besnard,  La herida luminosa (1955), de Josep Maria de Sagarra, Los papeles de Aspern (1955) de Henry James, Lecciones de amor (1956) de Pitigrilli,  y Mónica (1956), de Alfonso Paso, 
Regresa al Español como primera actriz y encabeza el reparto de obras cumbre de la Literatura como Seis personajes en busca de autor (1955), de Luigi Pirandello, Las brujas de Salem (1957) de Arthur Miller, junto a Francisco Rabal a las órdenes de José Tamayo., La estrella de Sevilla (1957) de Lope de Vega,  La Celestina (1958) de Fernando de Rojas,  Don Juan Tenorio (1958), de José Zorrilla, Otelo (1958) de William Shakespeare,  Un soñador para un pueblo (1959), de Antonio Buero Vallejo, La Orestiada (1959) de Esquilo, La muerte de un viajante (1959) de Arthur Miller o El avaro (1960), de Molière.
En 1960 crea su propia compañía, con la que protagoniza Un tranvía llamado deseo (1961), El amor es un potro desbocado (1961) y Un hombre y una mujer (obra de teatro) (1961) ambas de Luis Escobar con Arturo Fernández,  Yerma (1961), de Federico García Lorca, La dama del alba (1962) y El caballero de las espuelas de oro (1964), ambas de Alejandro Casona.
En 1965 interpreta a Melibea en La Celestina, a las órdenes de Tamayo. En años sucesivos seguirían: Seis personajes en busca de autor (1967) de Pirandello,  Ligazón (1969), de Valle-Inclán, Adriano VII (1969) de Peter Luke, El concierto de San Ovidio (1969) de Antonio Buero Vallejo,  Testigo usted, testigos todos (1969), de Pirandello, La noche de la verdad (1970), de Alfonso Paso, La Orestíada (1975), de Eurípides, La casa de Bernarda Alba (1976), de García Lorca, Isabelita la Miracielos (1978), de Ricardo López Aranda, Inmortal Quevedo (1980), Casandra (1983), de Benito Pérez Galdós, Eloísa está debajo de un almendro (1984), de Jardiel Poncela, Volver a plantar celindas, de Manuel Carcedo Sama, Crimen y castigo (1998), de Dostoievski, Sé infiel y no mires con quién (1999), hasta su retirada definitiva de los escenarios a principios de la década de 2000.
Su paso por el cine fue mucho más residual. De la docena de títulos en los que intervino puede mencionarse Más allá del jardín (1996), de Pedro Olea.
El 3 de abril de 1957 contrajo matrimonio con el empresario artístico Alberto Santa Marta.
Falleció el 10 de octubre de 2018.

## Premios
Medallas del Círculo de Escritores Cinematográficos
| Año  | Categoría               | Película           | Resultado |
| ---- | ----------------------- | ------------------ | --------- |
| 1948 | Mejor actriz secundaria | La vida encadenada | Ganadora  |

- 2006: Premio de la Unión de Actores a toda una vida.[2]

- Medalla de Oro de la Ciudad de Valladolid

- Medalla de Oro del Círculo de Bellas Artes.